# Geertruida Römelingh
Geertruida Römelingh (Groningen, 16 november 1850 - Den Dolder, 15 maart 1944) was een Nederlands feministische uitgever en boekhandelaar actief ten tijde van de eerste feministische golf. Zo was ze betrokken bij de Nationale Tentoonstelling van Vrouwenarbeid in 1898 en publiceerde ze werken van onder anderen Johanna Naber en Anna Polak.

## Levensloop en loopbaan
Römelingh was de dochter van Aukje Kranenburg en Joannes Römelingh, uitgever en eigenaar van een boekhandel. Toen haar vader in 1892 stierf zetten moeder en dochter het bedrijf voort. In 1897 droegen zij de leiding van Joannes´ bedrijf over en begon Römelingh voor zichzelf. In het laatste decennium van de 19e eeuw raakte Römelingh betrokken bij verschillende feministische organisaties. Zo was ze (bestuurs)lid van de Groningse Vrouwenbond en lid van de Vereeniging voor Vrouwenkiesrecht. Via de vrouwenbond raakte ze betrokken bij de Nationale Tentoonstelling van Vrouwenarbeid in 1898. Hier was ze werkzaam als organisator en uitgever van tentoonstellingsliteratuur. Ter ere van de tentoonstelling stelde zij ook een Catalogus van boeken, door Nederlandsche vrouwen geschreven en sedert 1850 uitgegeven, met verklarende lijst van pseudoniemen (1898) samen. Haar betrokkenheid bij de tentoonstelling kwam haar carrière ten goede en bracht haar in aanraking met hoogstaande feministes.
Vanaf juli 1903 publiceerde Römelingh Lente. Weekblad voor dames, voorheen: Lente. Weekblad voor jonge dames. Volgens historica Inge de Wilde maakte dit haar tot de tweede Nederlandse uitgeefster die een weekblad publiceerde. In de redactie van het blad zaten onder anderen Tine van Berken, Top Naeff en Lizzy van Dorp, de toekomstige oprichtster van de Nederlandsche Bond voor Vrouwenkiesrecht. Het blad hield zo´n anderhalf jaar stand. Eind 1904 werd Lente vanwege interne conflicten en financiële problemen stopgezet.
In 1909 ging Römelingh samen met Catharina I. Lubach verder onder de naam firma G. Römelingh & Co. Datzelfde jaar gaf de uitgeverij Johanna Nabers Wegbereidsters uit wat ook de financiën ten goede kwam. Naar aanleiding van de tentoonstelling De Vrouw 1813-1913, gaf de uitgeverij in 1913 de bundel Van vrouwenleven 1813-1913. Ontwikkelingen van het leven en werken der vrouw in Nederland en de koloniën uit. Ook gaven Römelingh en Lubach een officiële catalogus van de tentoonstelling, te weten de catalogus van de Subcommissie Koloniën, uit. In 1914 sloot firma G. Römelingh en Co. haar deuren. Enkele jaren later, in 1920, gaf Römelingh nog een lezing over ´De vrouw in het boekvak´.
Römelingh stierf in 1944 op 93-jarige leeftijd.

## Publicaties in het beheer van Römelingh
- Jungius, Marie. Een woord over de voorgenomen Nationale Tentoonstelling van Vrouwenarbeid. Toespraak gehouden in Amsterdam en andere plaatsen in Nederland, Mej. G Römelingh, firma J. Römelingh.
- Römelingh, G. Catalogus van boeken, door Nederlandse vrouwen geschreven en sedert 1850 uitgegeven, met verklarende lijst van pseudoniemen, G. Römelingh, 1898. Atria[dode link].
- Naber, Johanna W. Wegbereidsters. Elizabeth Fry, Florence Nightingale, Josephine Butler, Priscilla Bright Mac Laren, G. Römelingh en Co, 1909.
- Van vrouwenleven 1813-1913. Ontwikkelingsgang van het leven en werken der vrouw in Nederland en de koloniën, G. Römelingh en Co, 1913.

Dit is een kleine greep uit de publicaties van Römelingh. Zie voor meer informatie over Römelingh en de publicaties van haar verschillende uitgeverijen de werken van historica Inge de Wilde.